# Etoto
E-TOTO Zakłady Bukmacherskie Sp. z o.o. (ETOTO) – spółka handlowa prowadząca działalność bukmacherską na terenie Polski. Założona w 2010 roku. Zatrudnia ponad 100 pracowników, jej siedziba mieści się w Warszawie. ETOTO przyjmuje zakłady bukmacherskie głównie przez Internet, ma także kilka punktów stacjonarnych w Białymstoku, Krakowie, Poznaniu, Raszynie, Warszawie i Wólce Kosowskiej. Prezesem Zarządu spółki jest Andrzej Rogowski.

## Oferta
ETOTO oferuje szeroki wybór dyscyplin sportowych. Poza najpopularniejszymi (piłka nożna, tenis, koszykówka, siatkówka, piłka ręczna, hokej) są także zakłady na mniej popularne w Polsce dyscypliny (snooker, futbol amerykański, kabaddi) czy wydarzenia polityczne i kulturalne (np. wybory prezydenckie czy rozdanie Oscarów). ETOTO oferuje 25000 zakładów LIVE miesięcznie, dostępny jest również cash-out oraz zakłady puls. W najważniejszych i najpopularniejszych wśród graczy dyscyplinach oferuje po około 150 różnych opcji zakładów na jeden mecz. W czerwcu 2023 roku ETOTO wypuściło nową aplikację mobilną z wieloma poprawkami oraz nowymi funkcjonalnościami.

## Legalność
ETOTO jest legalnym polskim bukmacherem, działającym na podstawie zezwolenia Ministerstwa Finansów z dnia 28 listopada 2014 r. nr AG9(RG3)/7251/15/KLE/2013/17.

## Rebranding
W latach 2011–2017 spółka działała na rynku pod nazwą E-Toto. W 2017 roku został przeprowadzony proces rebrandingu. Zmieniony został cały design, m.in. logo i układ strony internetowej. Od tego czasu spółka funkcjonuje jako ETOTO.

## Eksperci ETOTO
ETOTO prowadzi niekonwencjonalne działania marketingowe. Spółka podpisała umowy z najbardziej rozpoznawalnymi dziennikarzami sportowymi w kraju, takimi jak:
- Mateusz Borek (od października 2017 roku)
- Roman Kołtoń (od października 2017 roku)
- Tomasz Hajto (od listopada 2017 roku)
- Michał Pol (od maja 2018 roku)
- Tomasz Smokowski (od sierpnia 2018 roku)
- Przemysław Rudzki (od listopada 2019 roku)[7]
- Artur Wichniarek (od listopada 2019 roku)

Wizerunki dziennikarzy obecne są na kreacjach graficznych na stronie ETOTO oraz w ich mediach społecznościowych, dziennikarze biorą też udział w programach firmy.
We wrześniu 2023 roku nowym ambasadorem ETOTO została Joanna Jędrzejczyk.

## ETOTO TV
Spółka prowadzi intensywne działania w mediach społecznościowych. ETOTO jest sponsorem kanału serwisu YouTube „ETOTO TV”, spółka jest producentem programów takich, jak:
- „Futbolowy Head to Head”: czołowi dziennikarze sportowi porównują dwóch zawodników na podstawie piłkarskich kryteriów, np. strzały, przygotowanie mentalne, gra głową; gra na przedpolu, gra na linii (u bramkarzy). Program prowadzi Michał Pol, w roli gości występują Mateusz Borek, Tomasz Smokowski, Roman Kołtoń i Tomasz Hajto.
- „W Ringu”: czołowi dziennikarze zajmujący się boksem oraz byli i wciąż czynni pięściarze omawiają aktualne wydarzenia związane z tym sportem. Program prowadzi Mateusz Borek, stałymi gośćmi są Janusz Pindera i Maciej Miszkiń, w programie wzięli udział także m.in. Przemysław Saleta, Andrzej Kostyra, Robert Parzęczewski, Patryk Szymański, Damian Jonak, Ewa Brodnicka, Mateusz Masternak, Michał Cieślak i Tomasz Babiloński.
- „Pięściarskie Head to Head”: w tej serii Mateusz Borek wraz z gośćmi porównują ze sobą dwóch pięściarzy pod kątem m.in. siły ciosu, pracy nóg czy wytrzymałości na ciosy, zastanawiając się, kto wygrałby hipotetyczną walkę między nimi.

Spółka ETOTO jest sponsorem „Piłkarskiego Quizu pod Napięciem”: teleturnieju, w którym dwie drużyny odpowiadają na pytania dotyczące piłki nożnej, a za błędną odpowiedź jeden z członków drużyny jest rażony prądem o napięciu 220 V. 
Program prowadzony w luźnej atmosferze, pełnej anegdot i żartów. Gospodarzem programu jest (zamiennie) Michał Pol i Jolanta Zasępa. 
W roli uczestników przynajmniej raz wystąpili: Mateusz Borek, Tomasz Smokowski, Michał Pol, Roman Kołtoń, Tomasz Hajto, Przemysław Rudzki, Artur Wichniarek, 
Andrzej Person, Andrzej Strejlau, Janusz Piechociński, Krzysztof Stanowski, Jakub Rzeźniczak, Łukasz Jurkowski, Piotr Wołosik, Wojciech Kowalczyk, Tomasz Frankowski, Jarosław Królewski, Adam Kotleszka, Sebastian Staszewski, Grzegorz „Gabor” Jędrzejewski czy redakcja sportowa Radia Maryja. W programie biorą udział także widzowie, wyłonieni w drodze eliminacji. Do końca 2019 roku opublikowano 44 odcinki. 

## Inne media społecznościowe
Kanał ETOTO TV w serwisie YouTube jest największym kanałem spośród firm bukmacherskich działających w Polsce pod względem liczby subskrybentów. Spółka prowadzi również konta na Twitterze oraz Facebooku.